# Barasso

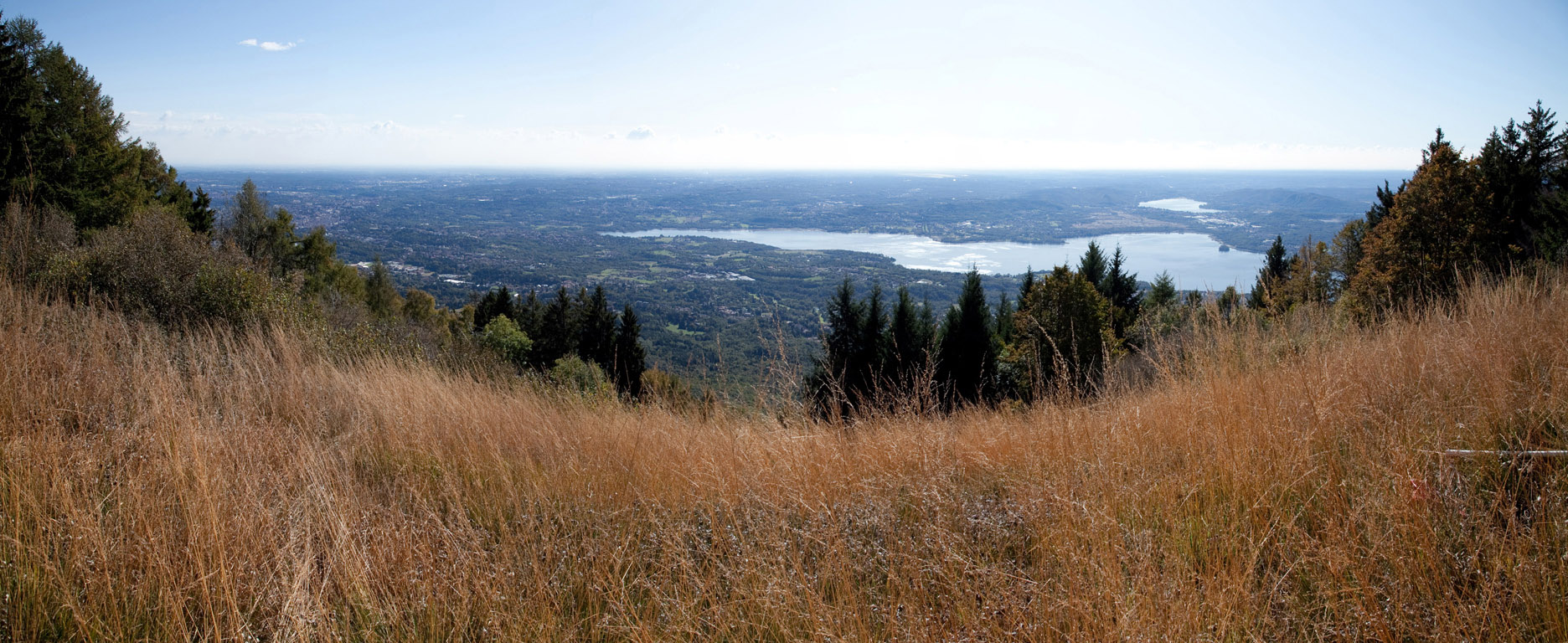
Campo dei Fiori mit Lago di Varese im Hintergrund

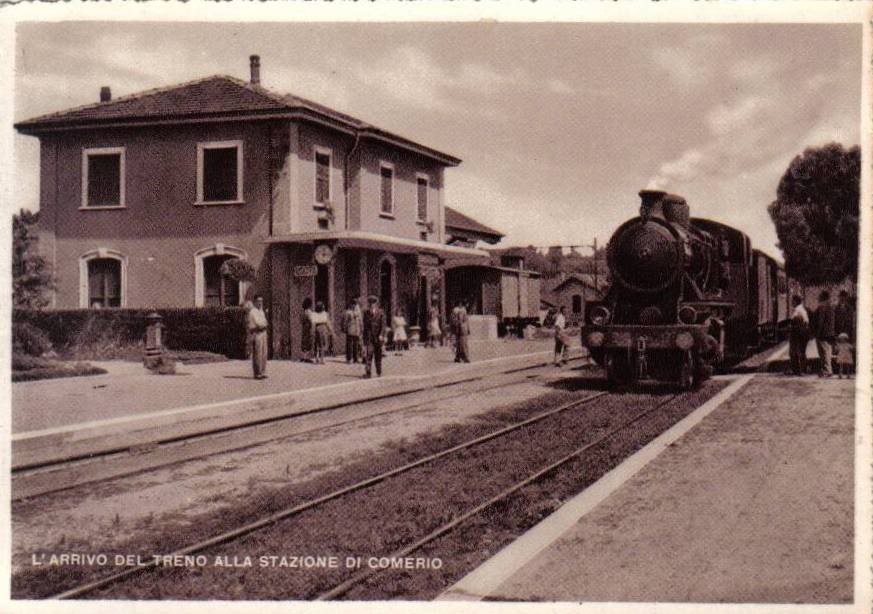
Bahnhof Barasso-Comerio 1950

Barasso ist eine italienische Gemeinde (comune) mit 1667 Einwohnern (Stand 31. Dezember 2023) in der Provinz Varese, Region Lombardei.

## Geographie
Die Gemeinde bedeckt eine Fläche von 4 km² am Fuß des Bergs Campo dei Fiori. Zu Barasso gehören die Fraktionen Cassini und Molina. Die Nachbargemeinden sind Casciago, Castello Cabiaglio, Comerio, Cuvio, Gavirate und Luvinate.

## Geschichte
Im vierten Jahrhundert beauftragte Theodosius I. San Giulio, eine Kirche bauen zu lassen. Die Ortschaft Barasso, die zur Gemeinde Varese gehört, wurde in den Statuten der Straßen und Gewässer des Contado di Milano erwähnt. Barasso gehörte zu den Gemeinden, die zur Instandhaltung der Bollate-Straße beitrugen (1346). Im Jahr 1538 beschloss Karl V. (HRR), eine Reihe von Rechten zu verkaufen, woraufhin die so genannte Fehde von Fraccia Superiore di Varese entstand, zu der auch Barasso gehörte und die von Francesco Girami erworben wurde. In den Registern des Estimo (Grundbuch) des Herzogtums Mailand von 1558 und den nachfolgenden Aktualisierungen im 17. und 18. Jahrhundert war Barasso eine der Gemeinden, die in derselben Pieve erfasst wurden.
Im Jahr 1611 befand sich das Lehen Fraccia Superiore im Besitz von Lavinia Visconti und ihrem Mann Alessandro Vistarini. Von Lavinia Visconti ging es 1647 durch Schenkung an den Grafen Fabio Visconti Borromeo über. Im Jahr 1634 wurde Barasso in die Liste der Ländereien des Staates Mailand aufgenommen, die den Salzzensus bezahlten (1634). Aus den Antworten auf die 45 Fragen des königlichen Rates der Volkszählung geht hervor, dass die Gemeinde dem Grafen Giulio Visconti Borromeo Arese lehnspflichtig war, an den sie jedoch keine Lehnszahlungen leistete. Kein Richter, weder königlicher noch feudaler, residierte in Barasso. Der damalige königliche Richter, Massimiliano Pusterla, wohnte in Varese und erhielt kein Honorar. Der Feudalrichter, Carlo Bartolomeo Porta, residierte in Gavirate und erhielt ein jährliches Gehalt von 7 Lire. Der Konsul leistete seinen gewöhnlichen Eid auf der Bank des Feudalrichters.
Die Gemeinde hatte unter sich eine andere Gemeinde mit dem Namen de Guarneri Castiglioni in Molina, die mit der herrschenden Gemeinde von Casciago vereinigt war, an die sie alle Lasten der Taggelder, der Kavallerie usw. zahlte und zu den Ausgaben von Barasso nur für das reine ländliche Perticato und die kirchlichen Ausgaben beitrug. Sie trug zu ihrem Anteil an den Messen des Kaplans, zur fonzione a San Nicò, zur Miete des Hauses des Kaplans und zu anderen Ausgaben dieser Art bei. Diese Gemeinde wurde auf der Karte der Großgemeinde eingezeichnet, ohne dass die Güter, die mit denen der Großgemeinde vermischt waren, getrennt wurden. Barasso beantragte daher die Zusammenlegung dieser kleinen Gemeinde.
Der Rat bestand aus einem Bürgermeister, zwei Beigeordneten und einem Konsul mit den meisten Vorstehern des Hauses, die sich zu jedem Ereignis auf dem öffentlichen Platz trafen, nachdem die Glocke geläutet hatte. Der Bürgermeister und die Abgeordneten wurden auf den Versammlungen gewählt und ausgewechselt, nicht aber der Konsul, denn in der Gemeinde wurde dieses Amt für die Dauer eines Monats von jedem Mann ausgeübt, der das achtzehnte Lebensjahr vollendet hatte, wobei auch die Männer von Molina in regelmäßiger Folge zum Konsulat beitrugen. Der Bürgermeister und die Beigeordneten waren mit der Überwachung der Gerechtigkeit der öffentlichen Verteilungen und der Erhaltung des Gemeindevermögens betraut.
Barasso hatte einen Kanzler, der in Varese wohnte und nur für gewöhnliche Arbeit 43 Lire erhielt, Überstunden wurden gesondert vergütet. Derselbe Kanzler kümmerte sich um die wenigen Schriften der Gemeinde.

## Bevölkerung
| Bevölkerungsentwicklung | Bevölkerungsentwicklung | Bevölkerungsentwicklung | Bevölkerungsentwicklung | Bevölkerungsentwicklung | Bevölkerungsentwicklung | Bevölkerungsentwicklung | Bevölkerungsentwicklung | Bevölkerungsentwicklung | Bevölkerungsentwicklung | Bevölkerungsentwicklung | Bevölkerungsentwicklung | Bevölkerungsentwicklung | Bevölkerungsentwicklung | Bevölkerungsentwicklung |
| ----------------------- | ----------------------- | ----------------------- | ----------------------- | ----------------------- | ----------------------- | ----------------------- | ----------------------- | ----------------------- | ----------------------- | ----------------------- | ----------------------- | ----------------------- | ----------------------- | ----------------------- |
| Jahr                    | 1751                    | 1805                    | 1853                    | 1859                    | 1871                    | 1881                    | 1901                    | 1921                    | 1951                    | 1971                    | 1991                    | 2001                    | 2011                    | 2021                    |
| Einwohner               | 390                     | 457                     | *606                    | 624                     | 682                     | 730                     | 825                     | 931                     | 1032                    | 1318                    | 1636                    | 1696                    | 1710                    | 1649                    |

- 1806 Fusion mit Luvinate

## Sehenswürdigkeiten
- Pfarrkirche San Martino

## Persönlichkeiten
- Gianni Danzi (* 25. Januar 1940 in Viggiù; † 2. Oktober 2007 in Barasso), Erzbischof in Loreto und Päpstlicher Gesandter für das Heiligtum in Loreto.